# 竜ヶ池 (甲府市)
竜ヶ池（りゅうがいけ、竜華池）は、山梨県甲府市にある池。高さ17メートルのアースダムで、かんがいを目的とする、相川土地改良区の人造湖（ため池）である。

## 地理

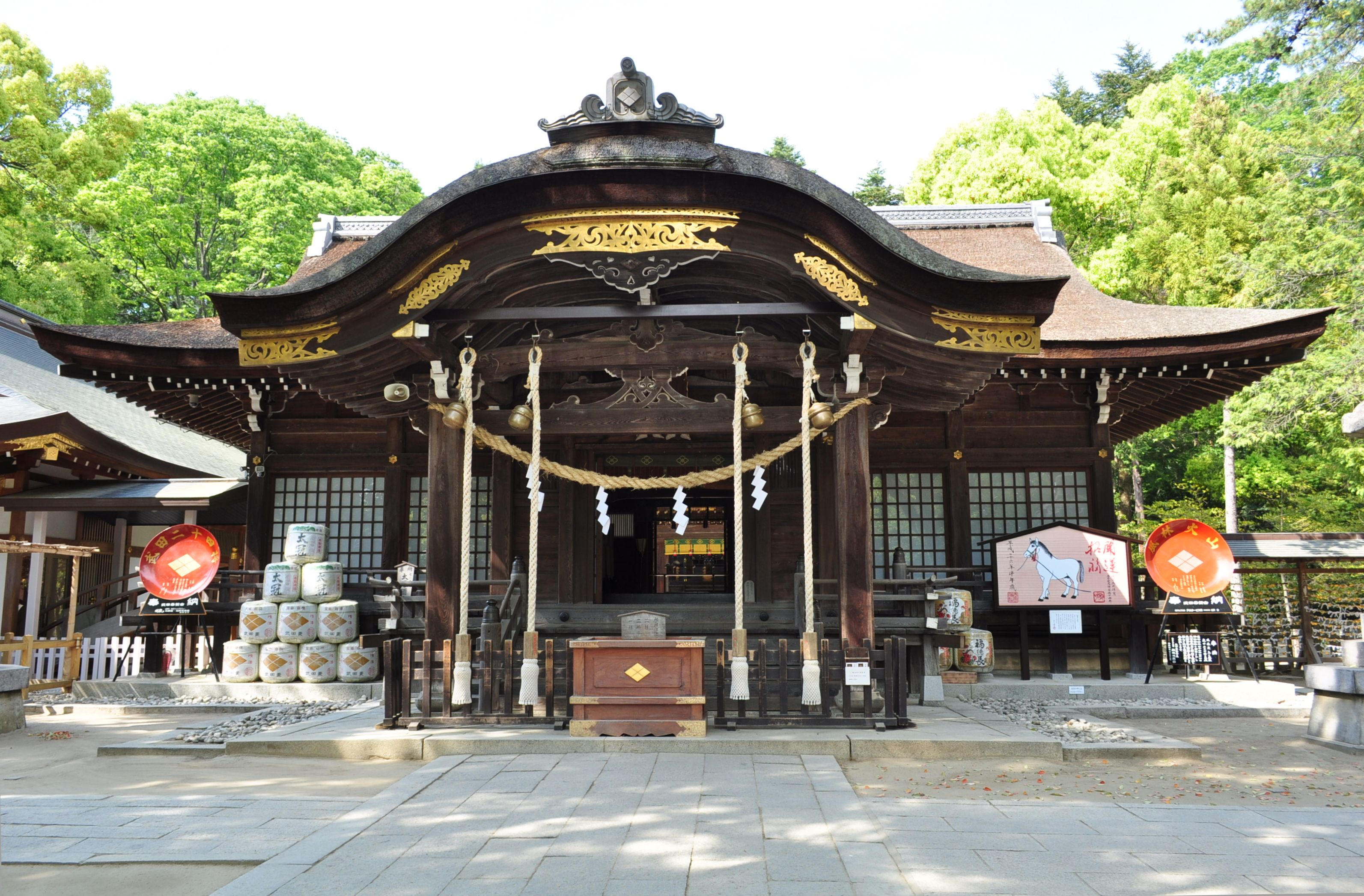
武田神社

標高370メートル。甲府市・武田神社の東、躑躅ヶ崎の先端部分に位置する。大正時代、農業用のため池として相川耕地整理組合（当時）によって建設された人工の池で、面積は約3ヘクタール程度である。池は一級河川・富士川水系相川筋にあり、相川を流れる水は古くから躑躅ヶ崎館や甲府城の外堀、そして城下町の用水路へと引水されてきた。その相川が造る相川扇状地約4.5平方キロメートルのうち、武田神社以下66.45ヘクタールの農地を竜ヶ池の水が潤す。現代では宅地化により建設当時と比べて用水の利用は減少している。池にはブラックバスが放流され、ルアーフィッシングやフライ・フィッシングの管理釣り場として活用されているほか、散歩やバードウォッチングのスポットとしても知られている。

## 歴史
1917年（大正6年）、当時の相川耕地整理組合によって竜ヶ池が築造された（1919年＝大正8年までの3年間を要したとも）。武田神社がある躑躅ヶ崎館跡から100メートルほどの場所にあり、当地で掘り起こした石を土手（アースダム）の張り石として使用。これにより堅牢な造りとなっており、200ミリの降雨にも耐えるといわれている。池の築造と並行して、当地から南の山梨大学のあたりまで耕地整理が実施された。なお、一般財団法人日本ダム協会による「ダム便覧」では、池の竣工年を1956年（昭和31年）度としている。
年月が流れ、池の老朽化による漏水が問題となり、その対策について2008年（平成20年）10月29日に甲府市長（当時・宮島雅展）との間で対話の場が設けられた。その後、2011年（平成23年）から2015年（平成27年）にかけて池の改修整備事業が行われた。工事を請け負った国際建設は、考案した「間詰石投入時における法枠ブロックの保護」手法により施工の効率化を図った。一般財団法人全国建設業協会はこれを評価し、平成27年度技術研究発表会最優秀賞として表彰した。

## 交通アクセス
公共交通機関
JR甲府駅から路線バスで約8分間、武田神社から徒歩1分間。
自家用自動車
JR甲府駅から北へ直線距離で約2.7キロメートル。駐車場あり。

## その他
その他、山梨県の竜ヶ池
『甲斐国志』によると、現在の笛吹市一宮町石（旧・東八代郡）、蜂城山（標高738メートル）のふもとにも「竜ヶ池」があったという。その小さな池には「干」と「満」という2つの玉石が祀られ、水不足の際は村人らが「満」の玉石を蜂城山の頂上まで運び、雨乞いをしたとされる。